# Босак (коммуна)
Боса́к (фр. Beaussac) — коммуна во Франции, находится в регионе Аквитания. Департамент — Дордонь. Входит в состав кантона Брантом. Округ коммуны — Нонтрон.
Код INSEE коммуны — 24033.

## География

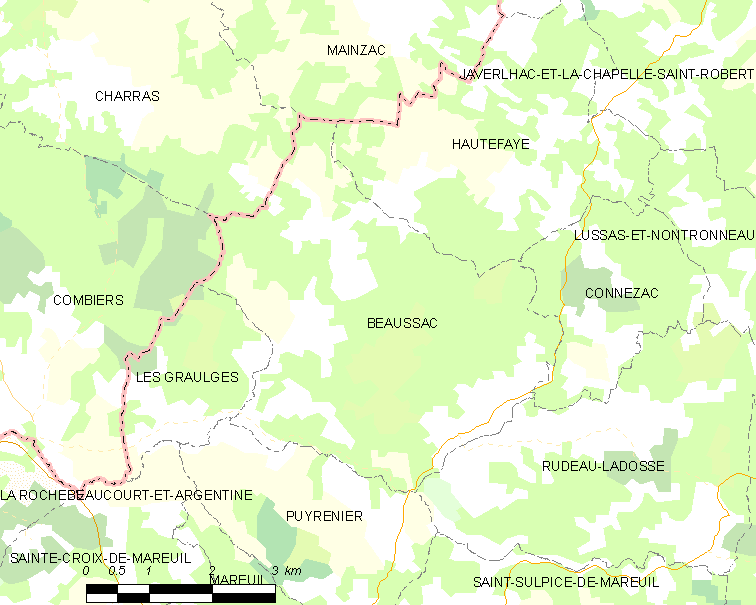
Карта коммуны

Коммуна расположена приблизительно в 400 км к югу от Парижа, в 115 км северо-восточнее Бордо, в 39 км к северо-западу от Перигё.

### Климат
Климат умеренный океанический со средним уровнем осадков, которые выпадают преимущественно зимой. Лето здесь долгое и тёплое, однако также довольно влажное, здесь не бывает регулярных периодов летней засухи. Средняя температура января — 5 °C, июля — 18 °C. Изредка вследствие стечения неблагоприятных погодных условий может наблюдаться непродолжительная засуха или случаются поздние заморозки. Климат меняется очень часто, как в течение сезона, так и год от года.

## Население
Население коммуны на 2010 год составляло 185 человек.
| 1962 | 1968 | 1975 | 1982 | 1990 | 1999 | 2010 |
| ---- | ---- | ---- | ---- | ---- | ---- | ---- |
| 281  | 254  | 224  | 203  | 212  | 187  | 185  |

## Администрация
| Период | Период | Фамилия           | Партия       | Примечания |
| ------ | ------ | ----------------- | ------------ | ---------- |
| 1971   | 2008   | Жан-Марк Брежассу |              |            |
| 2008   | 2020   | Эрик Шаррон       | Разные левые | фермер     |

## Экономика
В 2010 году среди 113 человек трудоспособного возраста (15-64 лет) 83 были экономически активными, 30 — неактивными (показатель активности — 73,5 %, в 1999 году было 66,4 %). Из 83 активных жителей работали 77 человек (44 мужчины и 33 женщины), безработных было 6 (3 мужчин и 3 женщины). Среди 30 неактивных 8 человек были учениками или студентами, 13 — пенсионерами, 9 были неактивными по другим причинам.

## Достопримечательности
- Церковь Св. Стефана (XII век). Исторический памятник с 1948 года[5]
- Замок Окор[фр.] (XV век). Исторический памятник с 1948 года[6]
- Замок Путиньяк (XV век). Исторический памятник с 1948 года[7]
- Замок Бретанж (XVII век)

## Фотогалерея

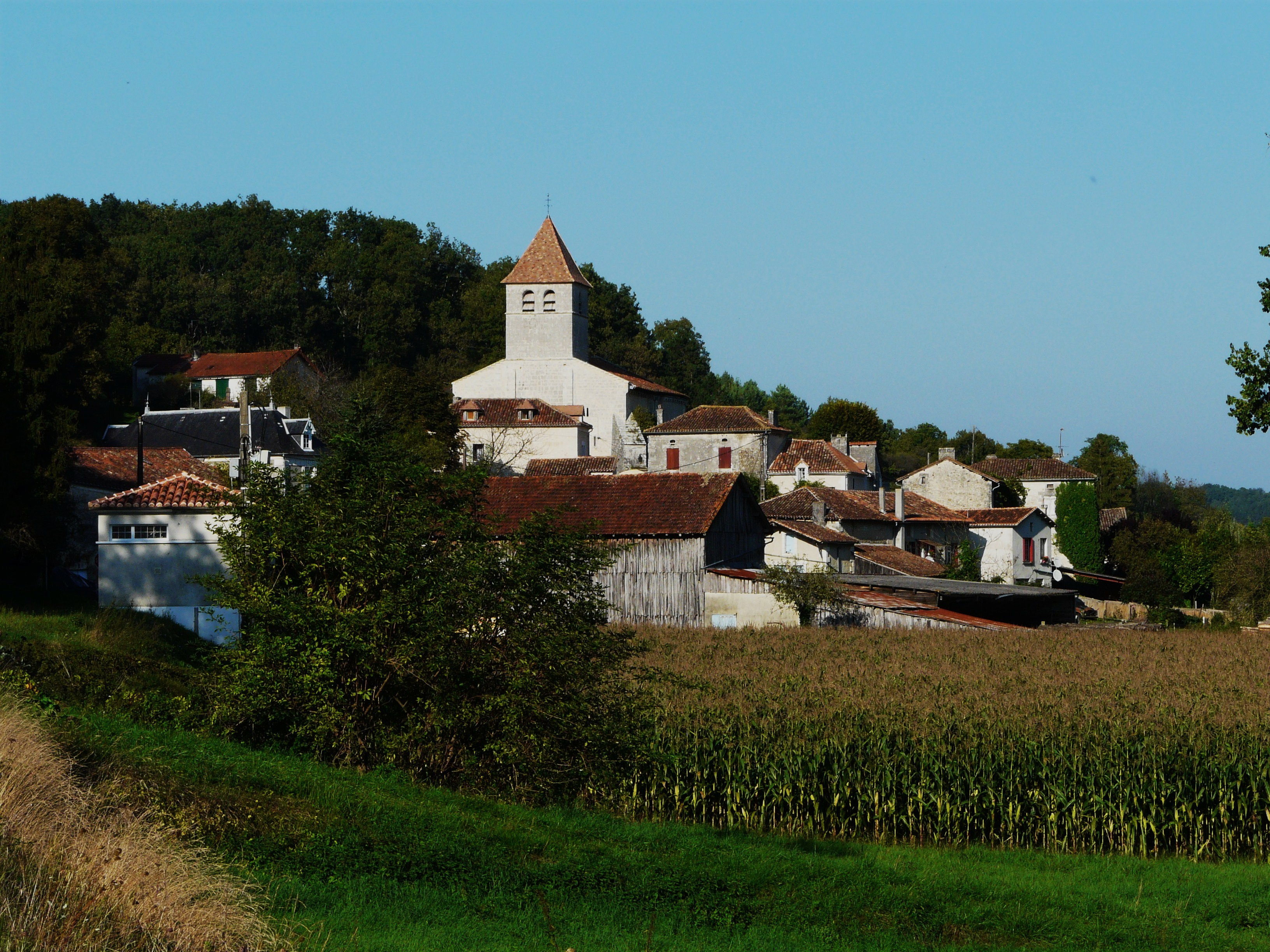
Босак
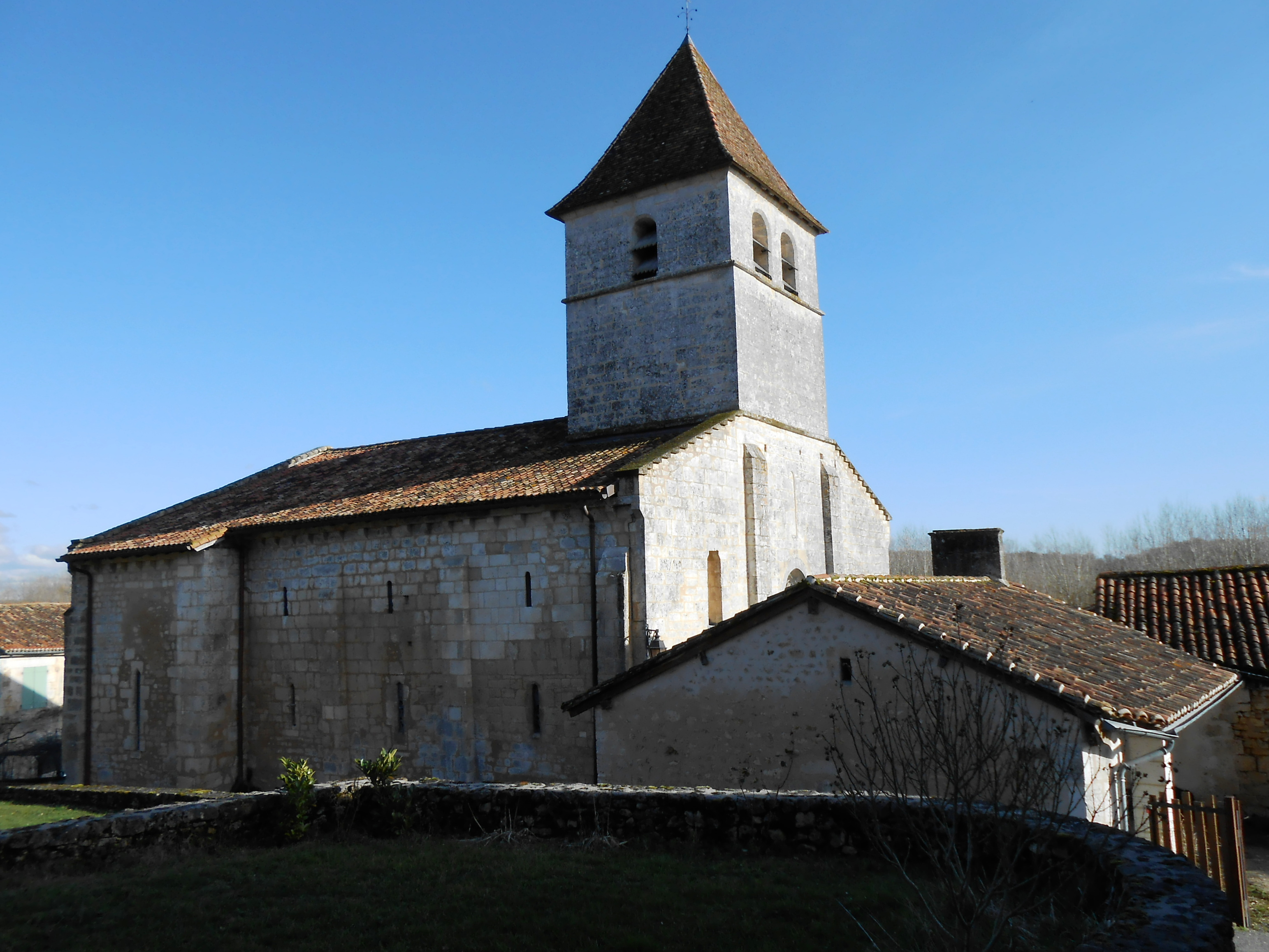
Церковь Св. Стефана
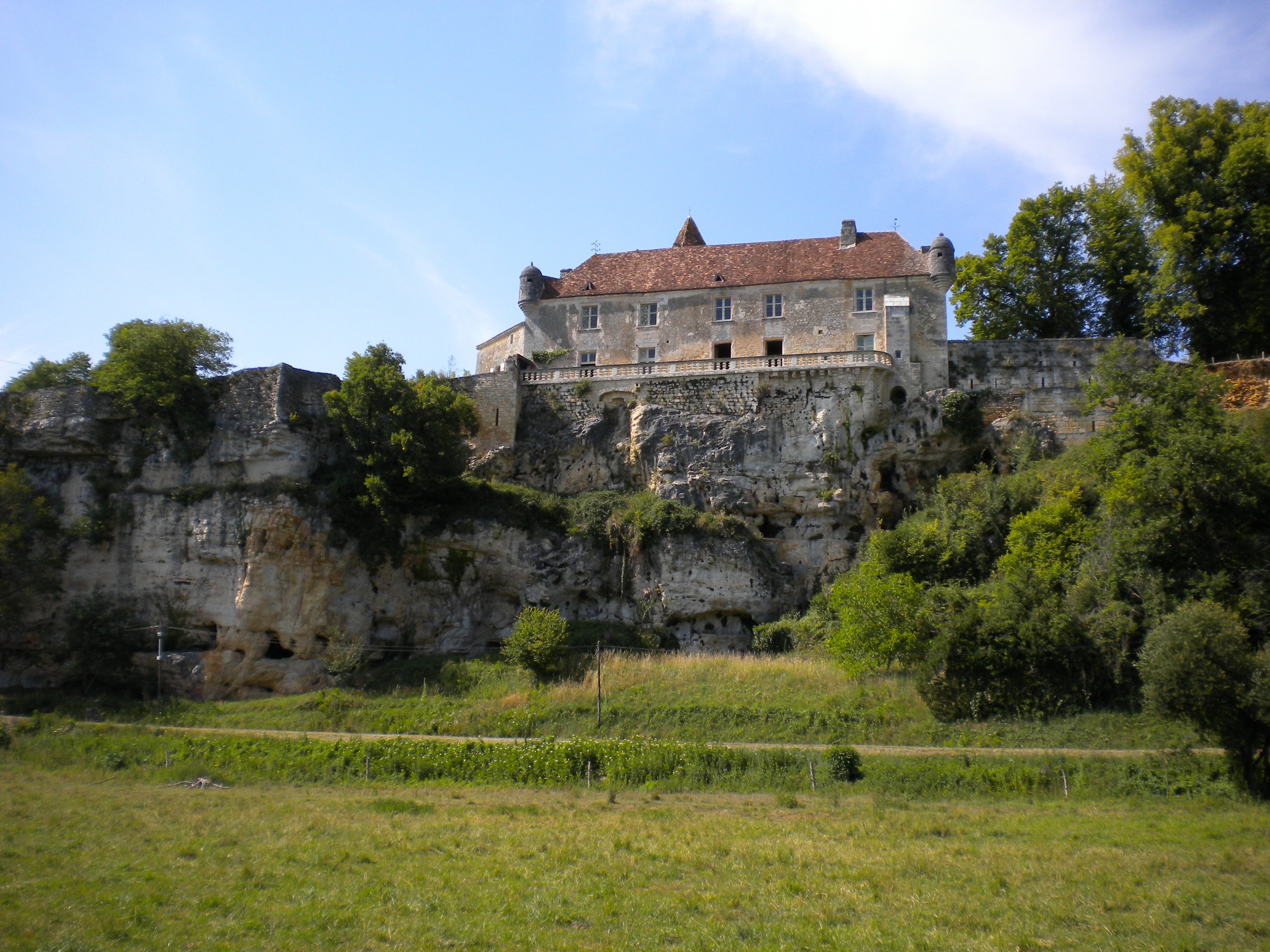
Замок Окор
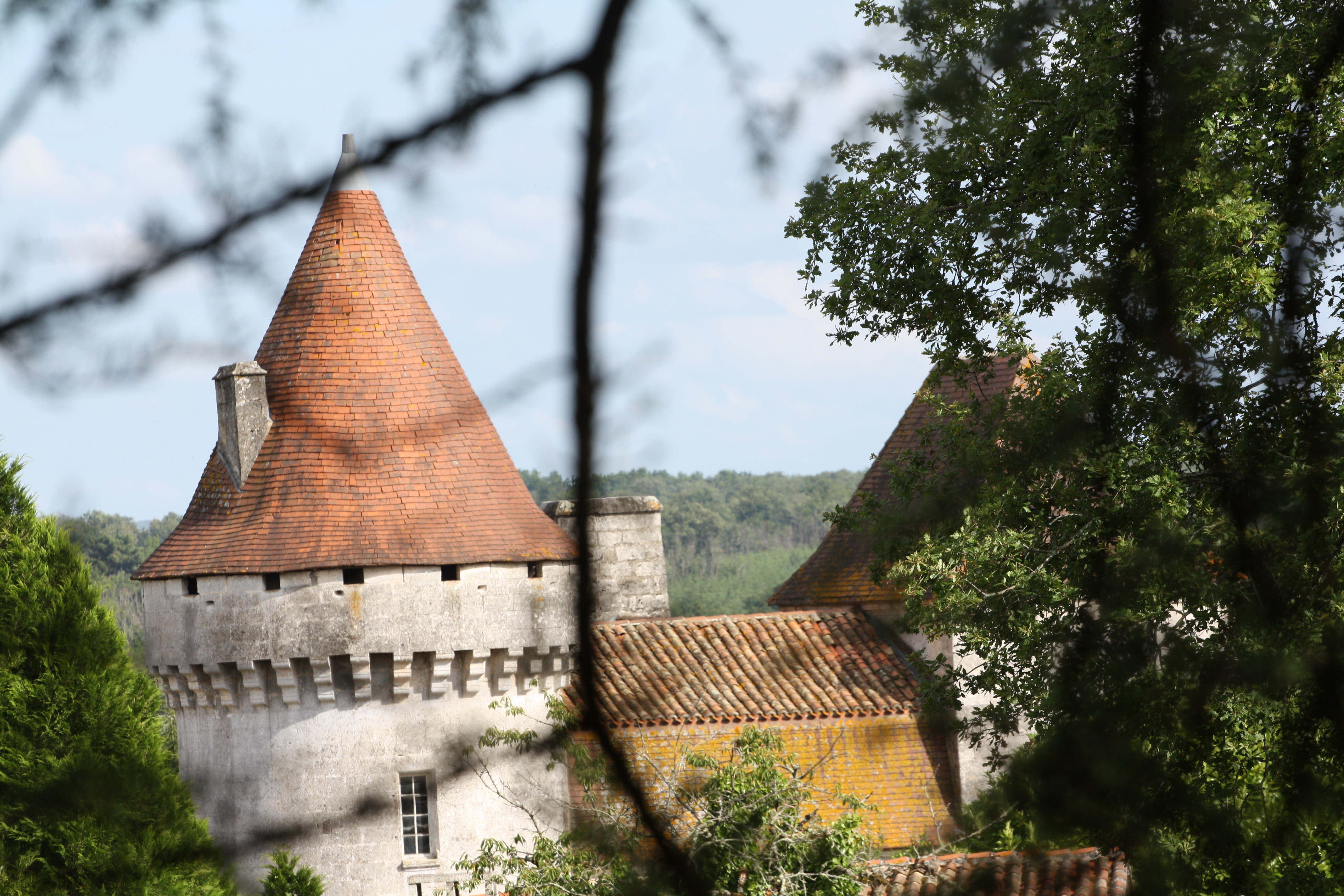
Замок Путиньяк
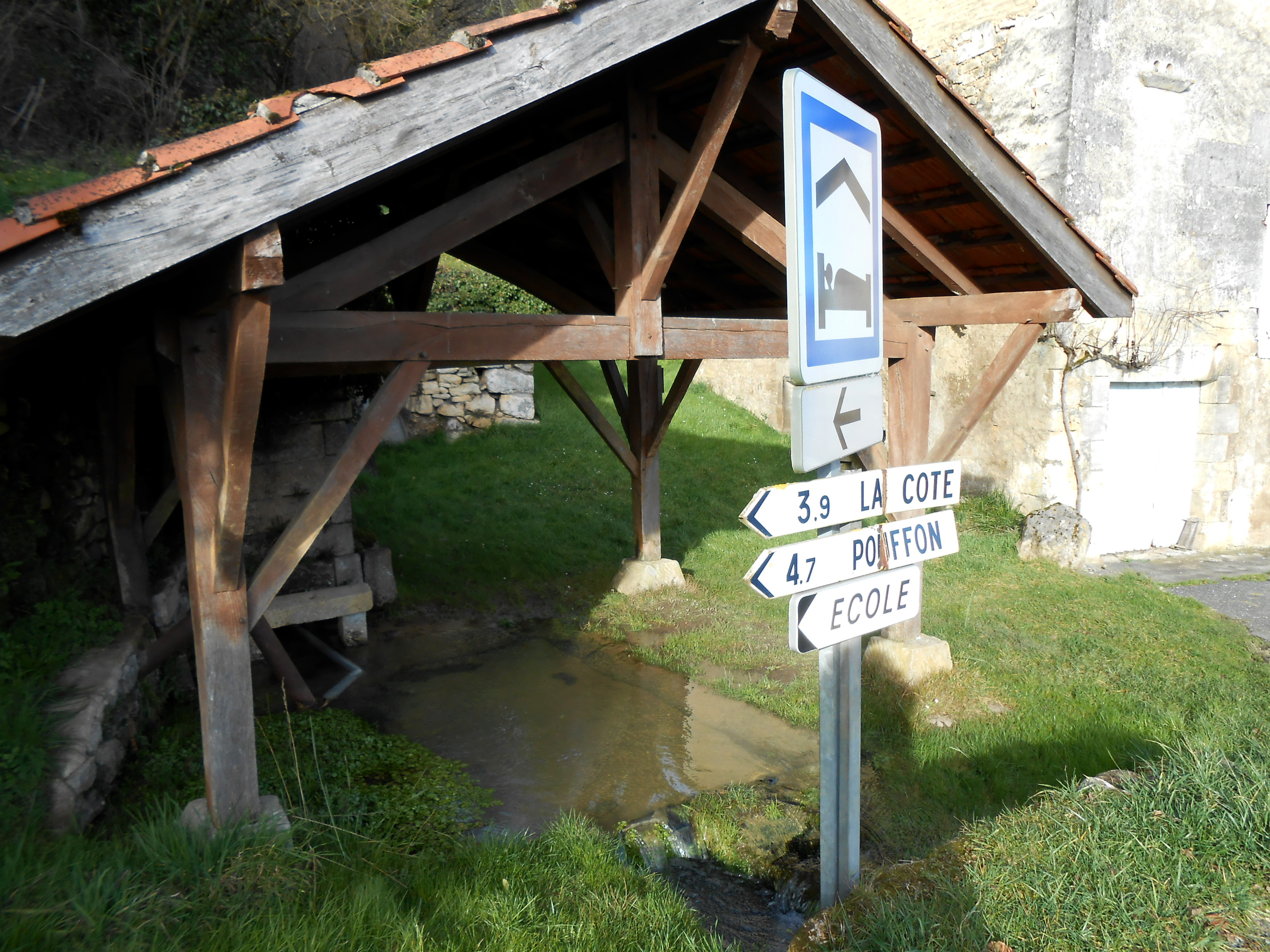
Общественная прачечная
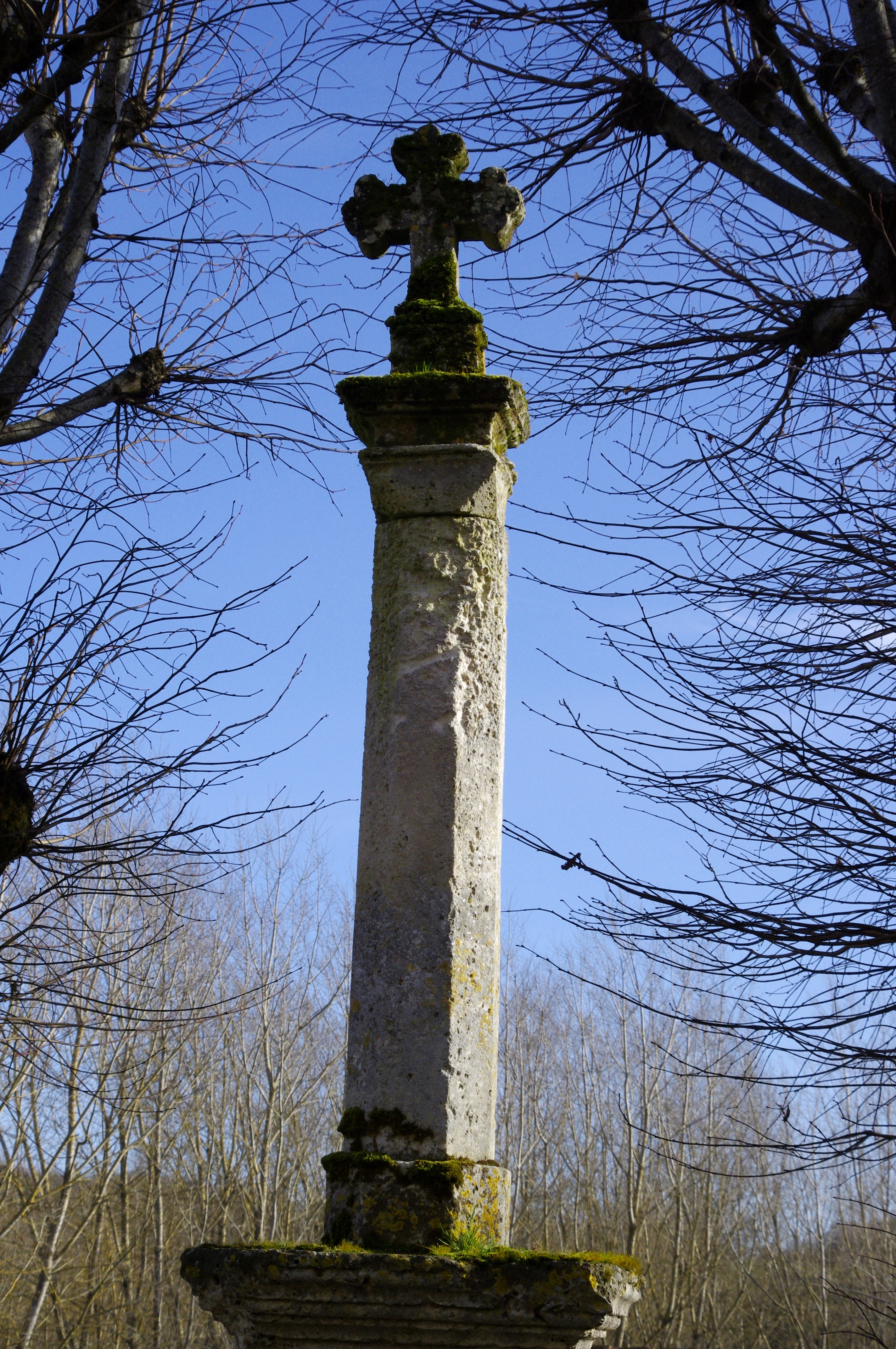
Крест